# Guant de beisbol
El guant de beisbol (també coneguda com a manyopla de beisbol, o maneta) és una peça, part de la indumentària defensiva utilitzada pels jugadors d'aquest esport per a auxiliar i protegir la mà en capturar la pilota que és llançada pels altres jugadors del seu propi equip o pels bateigs dels seus contraris. En el beisbol, cada jugador fa servir un sol guant i amb la mà lliure llança la pilota. Per tant, cada jugador, mentre està ocupant la posició defensiva, ha de tenir un guant a la mà contrària a la que fa servir per llançar la pilota. És a dir, si el jugador llança la pilota amb la mà dreta utilitza el guant a la mà esquerra i viceversa. Consisteix en una simulació d'una mà humana feta generalment de cuir i apropiadament encoixinada comptant amb seccions per a cada un dels dits de la mà, tot i que la manopla del catcher i el de primera base no consta de seccions per a cada dit. El receptor (en anglès "catcher") utilitza un guant de fins a 90 cm de circumferència anomenat mascota i la seva estructura és diferent a la dels guants dels altres jugadors, ja que, és qui ha de rebre la pilota amb major impuls de part del llançador, la qual a vegades va a més de 140 km/h.